# 绍翁库尔
绍翁库尔（法語：Chauvoncourt，法語發音：[ʃovɔ̃kuʁ]）是法国默兹省的一个市镇，位于该省中东部略偏南，属于科梅尔西区。

## 地理
绍翁库尔（48°54'4"N, 5°31'25"E）面积10.04 平方千米，位于法国大東部大區默兹省，该省份为法国西北部内陆省份，北与比利时接壤，西接马恩省和阿登省，南至上马恩省和孚日省，东临默尔特-摩泽尔省。
与绍翁库尔接壤的市镇（或旧市镇、城区）包括：比莱、弗雷讷欧蒙、大克尔、迈泽、莱帕罗什、圣米耶勒。

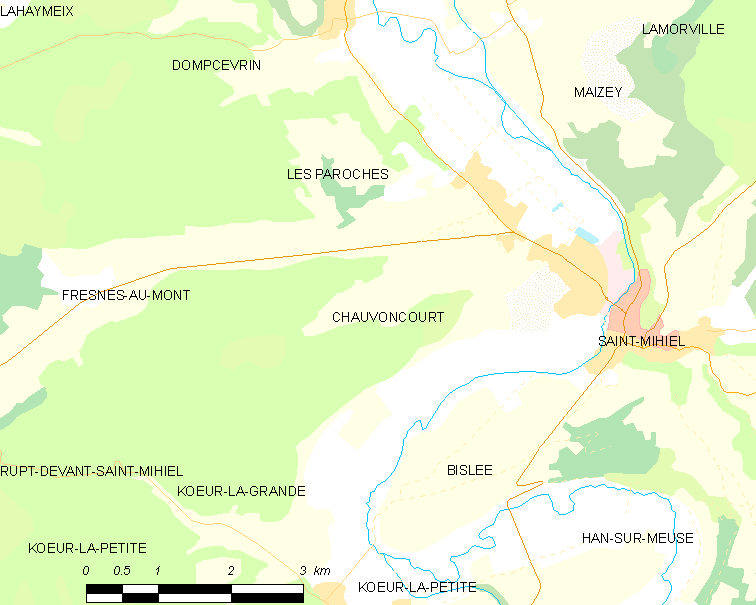
绍翁库尔的OSM定位图

绍翁库尔的时区为UTC+01:00、UTC+02:00（夏令时）。

## 行政
绍翁库尔的邮政编码为55300，INSEE市镇编码为55111。

## 政治
绍翁库尔所属的省级选区为圣米耶勒县。

## 人口

1962-2008年间绍翁库尔人口变化图示

绍翁库尔于2022年1月1日时的人口数量为432人。